# Exequiel Zeballos
Oscar Exequiel Zeballos (Santiago del Estero, 24 aprile 2002) è un calciatore argentino, attaccante del Boca Juniors.

## Caratteristiche tecniche
Esterno offensivo, può giocare largo su entrambe le fasce oppure in posizione più centrale come seconda punta; dotato di un ottimo dribbling, sa districarsi negli spazi stretti grazie ad un'elevata velocità soprattutto nei primi metri ed è in possesso di buone doti balistiche.

## Carriera

### Club
Approdato nel settore giovanile del Boca Juniors nel 2014 dopo le esperienze al Sarmiento de La Banda ed al Los Dorados de Termas de Río Hondo, nel 2018 diventa il più giovane giocatore nella storia del Boca a siglare un contratto professionistico..
Nel 2020 viene aggregato alla prima squadra dall'allenatore Miguel Ángel Russo ed il 29 novembre fa il suo esordio fra i professionisti rimpiazzando Sebastián Villa Cano nel secondo tempo dell'incontro di Copa Diego Armando Maradona vinto 2-0 contro il Newell's Old Boys..
Il 5 maggio 2021 esordisce anche in Coppa Libertadores entrando in campo negli ultimi minuti dell'incontro perso 1-0 contro il Barcelona SC.
L’11 dicembre 2021 realizza la prima rete ufficiale con la maglia del Boca Juniors,con un cucchiaio dagli undici metri,in occasione della vittoria per 8 reti ad 1 contro il Central Córdoba (SdE),valevole per l’ultima giornata della Copa de La Liga 2021..
Il 22 Maggio 2022 vince il primo titolo con il club,ossia la Copa de la Liga Profesional 2022,competizione in cui realizza 8 presenze,di cui solo due da titolare.Il 16 Giugno 2022 realizza una doppietta nella vittoria per 5-3 contro il Tigre nella terza giornata del campionato argentino..
Un grave infortunio nel match contro l’Agropecuario valido per la Copa Argentina 2022 lo tiene lontano dal terreno di gioco per 5 mesi.
Ritorna a giocare in Copa Argentina nel match vinto per due reti ad uno contro il Club Atlético Barracas Central. Sfortunatamente, però, pochi mesi dopo subisce un nuovo grave infortunio ai legamenti del ginocchio destro.

### Nazionale
Nel 2019 viene convocato dalla nazionale under-17 argentina per disputare il sudamericano ed il mondiale di categoria, giocando complessivamente 11 incontri e realizzando una rete in entrambe le competizioni.

## Statistiche

### Presenze e reti nei club
Statistiche aggiornate al 16 marzo 2025.
| Stagione        | Squadra         | Campionato      | Campionato | Campionato | Coppe nazionali | Coppe nazionali | Coppe nazionali | Coppe continentali | Coppe continentali | Coppe continentali | Altre coppe | Altre coppe | Altre coppe | Totale | Totale |
| Stagione        | Squadra         | Comp            | Pres       | Reti       | Comp            | Pres            | Reti            | Comp               | Pres               | Reti               | Comp        | Pres        | Reti        | Pres   | Reti   |
| --------------- | --------------- | --------------- | ---------- | ---------- | --------------- | --------------- | --------------- | ------------------ | ------------------ | ------------------ | ----------- | ----------- | ----------- | ------ | ------ |
| 2019-2020       | Boca Juniors    | PD              | 0          | 0          | CA+CdL          | 2+4             | 0               | CL                 | -                  | -                  | -           | -           | -           | 6      | 0      |
| 2021            | Boca Juniors    | PD              | 8          | 1          | CA+CdL          | 0+2             | 0               | CL                 | 1                  | 0                  | -           | -           | -           | 11     | 1      |
| 2022            | Boca Juniors    | PD              | 10         | 3          | CA+CdL          | 3+8             | 1+0             | CL                 | 8                  | 0                  | -           | -           | -           | 29     | 4      |
| 2023            | Boca Juniors    | PD              | 6          | 1          | CA+CdL          | 2+8             | 0+1             | CL                 | 5                  | 0                  | SI          | 0           | 0           | 21     | 2      |
| 2024            | Boca Juniors    | PD              | 20         | 1          | CA+CdL          | 3+0             | 1+0             | CS                 | 2                  | 0                  | -           | -           | -           | 25     | 2      |
| 2025            | Boca Juniors    | PD              | 10         | 1          | CA              | 1               | 1               | CL                 | 1                  | 0                  | Cmc         | -           | -           | 12     | 2      |
| Totale carriera | Totale carriera | Totale carriera | 54         | 7          |                 | 11+22           | 3+1             |                    | 17                 | 0                  |             | 0           | 0           | 104    | 11     |

## Palmarès

### Club
- Copa de la Liga Profesional: 1

Boca Juniors: 2022
- Campionato argentino: 1

Boca Juniors: 2022

### Nazionale

#### Competizioni giovanili
- Campionato sudamericano Under-17: 1

Perù 2019